# Клименко, Анатолий Владимирович
Анатолий Владимирович Клименко (укр. Анатолій Володимирович Клименко; род. 26 мая 1961, Днепропетровск) — украинский политик.
Генерал-майор; Министерство транспорта и связи Украины, заместитель Министра (декабрь 2007 — март 2010).

## Биография
Родился в 26 мая 1961 года в Днепропетровске; женат; имеет двух дочерей.
Образование: Днепропетровский сельскохозяйственный институт, ученый агроном; Высшая школа КГБ СССР (город Минск); Днепропетровский государственный университет, юридический факультет, юрист.
Народный депутат Украины 4-го созыва в 04.2002 — 04.2006, избирательном округ № 24, Днепропетровская область, самовыдвижение. За 23.63%, 7 соперников. На время выборов: заместитель председателя Днепропетровской облгосадминистрации по вопросам деятельности правоохранительных органов, оборонной и мобилизационной работы, беспартийный. Член фракции «Единая Украина» (май — июнь 2002), член фракции партий ППУ и «Трудовая Украина» (июнь 2002 — апрель 2004) — член фракции политической партии «Трудовая Украина» (апрель — декабрь 2004), внефракционный (декабрь 2004 — февраль 2005), член фракции СПУ (с февраля 2005). Член Комитета по вопросам борьбы с организованной преступностью и коррупцией (с 06.2002), председатель подкомитета по вопросам борьбы с организованной преступностью и коррупцией в сфере внешнеэкономической деятельности и денежного обращения.
- 1978 — рабочий совхоза «Днепр», город Днепропетровск.
- 1978—1983 — студент Днепропетровского сельскохозяйственного института.
- 1983—1984 — служба в армии.
- 1985—1986 — агроном совхоза «Днепр», город Днепропетровск.
- 1986—1987 — курсант Высших курсов КГБ СССР, город Минск.
- 1987—1994 — в УСБУ в днепропетровской области.
- 1994—1999 — заместитель председателя исполкома Днепропетровского горсовета.
- 1999—2002 — заместитель председателя Днепропетровской облгосадминистрации.

Доверенное лицо кандидата на пост Президента Украины Виктора Януковича в ТИО № 24 (2004—2005).
Орден «За заслуги» III (2000), II степеней (2004).